# Флаг Лосевского сельского поселения (Семилукский район)
Флаг муниципального образования Лосевское сельское поселение Семилукского муниципального района Воронежской области Российской Федерации — опознавательно-правовой знак, служащий официальным символом муниципального образования.
Флаг утверждён 23 ноября 2012 года решением Совета народных депутатов Лосевского сельского поселения № 88 и 26 декабря 2012 года внесён в Государственный геральдический регистр Российской Федерации с присвоением регистрационного номера 8041.

## Описание
«Прямоугольное двухстороннее полотнище с отношением ширины к длине 2:3, составленное из двух частей жёлтого и зелёного цвета, соединённых друг с другом по волнистой линии, соединяющей нижний угол у древка с верхним углом у свободного края. На зелёную часть полотнища вплотную к жёлтой части наложена волнистая полоса голубого цвета шириной 7/30 ширины полотнища. В середине полотнища малиновым, жёлтым и оранжевым цветом воспроизведены фигуры из герба Лосевского сельского поселения: вверху на жёлтом — три летящие перепелки, внизу на зелёном — часть колеса водяной мельницы».

## Обоснование символики
Символика флага Лосевское сельского поселения многозначна:
— летящие куропатки — символизируют прошлое Лосевского сельского поселения, земли которого входили вплоть до 1928 года в состав Землянского уезда (с 1928 года — Землянский район, с 1963 года — Семилукский район), в гербе которого изображены 5 перепёлок;
— волнистая полоса — символизирует реку Ведуга, протекающую по землям Лосевского сельского поселения;
— мельничное колесо — символ хороших урожаев зерновых культур, выращиваемых на местных чернозёмах (в поселении работают ООО «Русское поле», КФХ «АгроКВиС», ИП «Мощенко», КФХ «Альфа» основным направлением которых является производство зерна). В прошлом здесь стояло много мельниц. В селе Лосево (названном по фамилии владевшего этим селом помещика) была водяная мельница, прообраз которой и запечатлен на флаге поселения.
Голубой цвет (лазурь) — символ возвышенных устремлений, искренности, преданности, возрождения.
Жёлтый цвет (золото) — символ высшей ценности, величия, богатства, урожая.
Белый цвет (серебро) — символ чистоты, открытости, божественной мудрости, примирения.
Малиновый цвет (пурпур) — символ власти, славы, почёта, благородства происхождения, древности.